# 유정국 (연왕)
연왕 유정국(燕王 劉定國, ? ~ 기원전 128년)은 전한의 황족 · 제후왕으로, 연왕이다. 연강왕 유가의 아들이다.

## 생애
아버지가 연강왕 26년(기원전 152년)에 죽자 연왕위를 계승했다.
연왕 정국 24년(기원전 128년), 치세 중에 어양군에 주둔하고 있던 위위·재관장군 한안국이 흉노의 습격을 받자 구원군을 보내, 한안국 군이 전멸하기 직전에 도착했다. 흉노는 연나라의 구원병을 보고 돌아갔다.
아버지의 첩과 간통해 아들 하나를 낳았고, 아우의 아내를 빼앗아 첩으로 들였고, 또 딸 셋과 간통했다. 또 자기 신하와 비여령(肥如令) 영인(郢人)을 죽이려고 해 영인 등이 유정국의 행태를 고발했고, 유정국은 알자를 시켜 영인을 죽여 입을 막았다. 원삭 연간에 영인의 형제들이 다시 유정국의 행태를 무제에게 고발했다. 공경들은 유정국이 짐승 같은 행위를 했으니 마땅히 주살해야 한다고 했고, 황제가 허락하니 연왕 정국 24년(기원전 128년) 유정국은 자결했다. 연나라는 폐지돼 군이 됐다.